# Beyoğlu (Istanbul)
Beyoğlu [Bejólu] je městskou částí evropské strany Istanbulu. Na severu sousedí s městským obvodem Şişli, na východě s městským obvodem Beşiktaş a mořskou úžinou Bospor, na severozápadě s městským obvodem Kağıthane a Eyüp a na jihu se Zlatým rohem (turecky Haliç).
Ve středověku se toto území nazývalo Pera (řecky: "přes") a tento název mu zůstal až do založení Turecké republiky ve 20. letech 20. století. Název Pera pochází podle legendy modifikací lidové etymologie Benátského diplomatického titulu Bailo (Benátský velvyslanec v Konstantinopoli) jehož palác byl nejgrandióznější stavbou v této čtvrti. Neformální turecký název Bey Oğlu (doslovně Syn šlechtice) byl původně používán Osmanskými Turky k popisu Lodovico Gritti jež byl synem Benátského dóže v Istanbulu během vlády sultána Beyazita II..Bey Oğlu byl tedy nazýván Lodovico Gritti, který navázal blízké vztahy s Vysokou portou a jehož sídlo se nacházelo poblíž dnešního Taksimského náměstí.
Městský obvod Beyoğlu zahrnuje nejznámější oblasti na sever od Zlatého rohu, včetně Galaty (dnešní Karaköy), Tophane, Cihangir, Şişhane, Tepebaşı, Tarlabaşı, Dolapdere a Kasımpaşa, a je spojen přes Zlatý roh s historickým jádrem města Galatským mostem a Unkapanı mostem.
Beyoğlu je nejznámějším centrem umění, zábavy a nočního života v Istanbulu. Nachází se zde Atatürkovo kulturní centrum (Atatürk Kültür Merkezi). 

## Členění
Městský obvod Beyoğlu se skládá z celkem 45 městských částí:
- Arapcami
- Asmalımescit
- Bedrettin
- Bereketzade
- Bostan
- Bülbül
- Camiikebir
- Cihangir
- Çatmamescit
- Çukur
- Emekyemez
- Evliya Çelebi
- Fetihtepe
- Firuzağa
- Gümüşsuyu
- Hacıahmet
- Hacımimi
- Halıcıoğlu
- Hüseyinağa
- İstiklal
- Kadı Mehmet Efendi
- Kamerhatun
- Kalyoncukulluğu
- Kaptanpaşa
- Katip Mustafa Çelebi
- Keçecipiri
- Kemankeş Kara Mustafa Paşa
- Kılıçalipaşa
- Kocatepe
- Kulaksız
- Kuloğlu
- Küçükpiyale
- Müeyyetzade
- Ömeravni
- Örnektepe
- Piripaşa
- Piyalepaşa
- Pürtelaş
- Sururi
- Sütlüce
- Şahkulu
- Şehit Muhtar
- Tomtom
- Yahya Kahya
- Yenişehir

## Historie

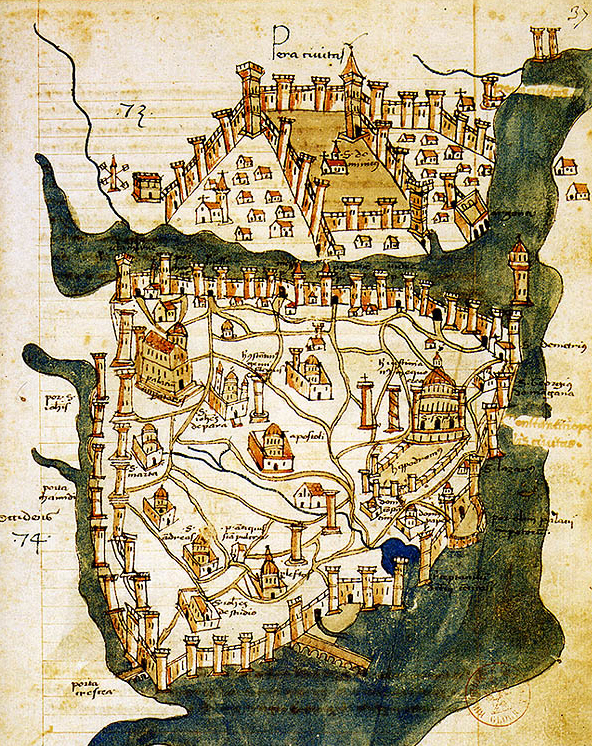
Mapa Konstantinopole (1422) Florenckého kartografa Cristoforo Buondelmonti s detailním nákresem Pery (Beyoğlu) na severní straně Zlatého rohu, a poloostrovem Konstantinopole na jižní straně

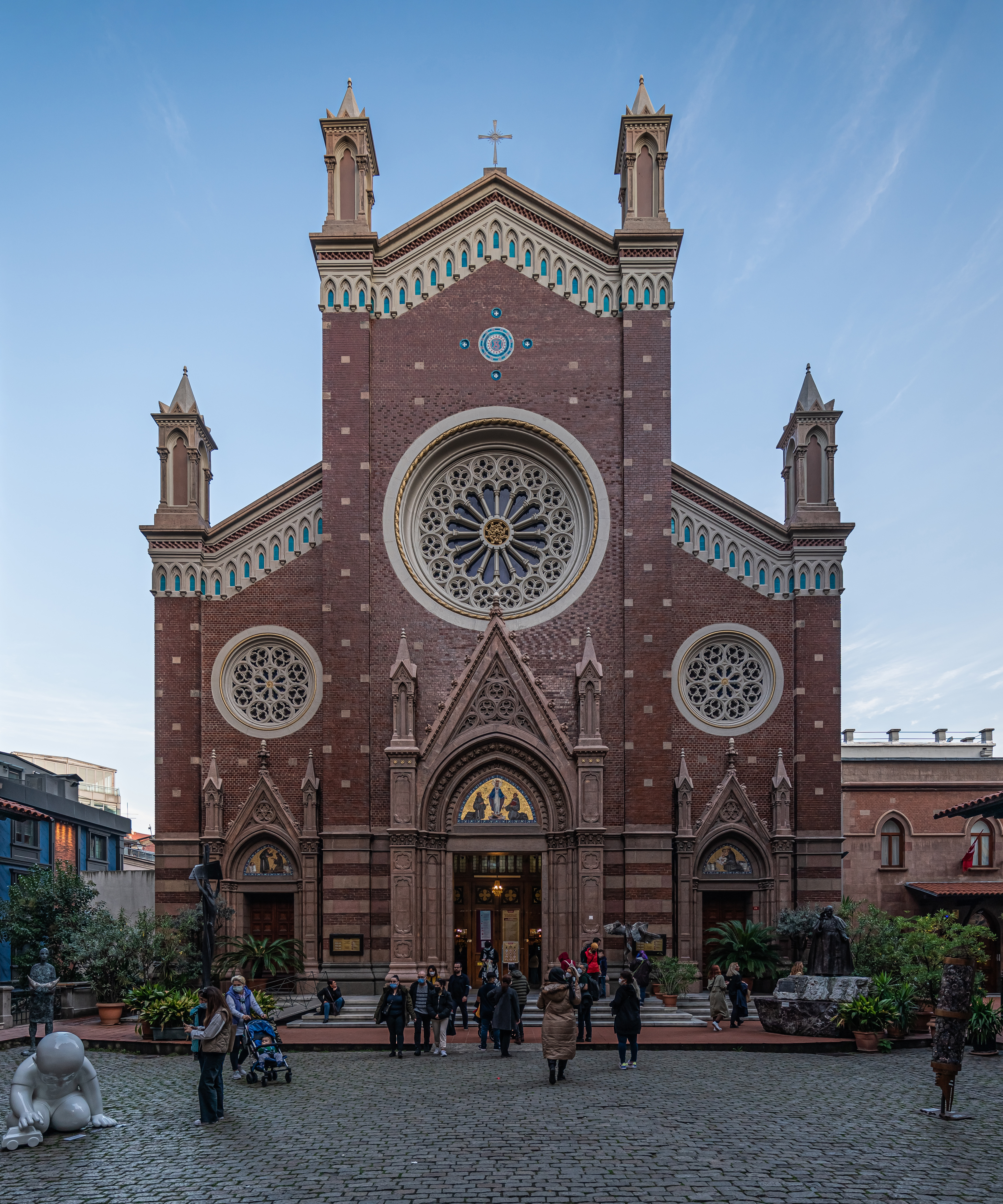
Kostel svatého Antonína Paduánského v Istanbulu

Území dnešního Beyoğlu bylo obydleno již po tisíciletí a záznamy ukazují, že na severním břehu Zlatého rohu existovaly osady již v období Krista. V období starověkého Řecka byly okolní kopce nazývány Sykai (fíkový sad) nebo Peran en Sykais (fíkové pole na druhé straně) poukazující na druhou stranu Zlatého rohu. S růstem Byzantské říše se rozrůstal i Konstantinopol a jeho okolí.
Beyoğlu se dočkalo svého rozkvětu až v 5. století, kdy se stalo předměstím Byzance. Východořímský císař Theodosius II. si zde nechal vystavit svou pevnost. Ve stejném období se tomuto území dostává i dalšího názvu: Galata (pravděpodobně odvozeno z řeckého Galaktos, přel. mléko), a to proto, že území bylo prospěšné chovu dobytka a tudíž dopřávalo dostatek mléka pro trh.

### Janovské a Benátské období
Pera se stala hlavním centrem Janovských a Benátských obchodníků, a to hlavně v období 4. křížové výpravy v roce 1204 a v období Latinského císařství Konstantinopole (1204–1261). Z tohoto období pochází také dominikánský kostel Sv. Pavla (1233), dnes známý jako Arabská mešita.
V roce 1273 daroval Byzantský císař Michael VIII. Palaiologos Peru Janovské republice za její podporu Říše a pomoc znovudobytí města z područí křižáků. Pera se tak stala vzkvétající obchodní osadou, na kterou dohlížel Podesta.
Janovský podesta v Galatě (Peře), architekt Montano de Marinis nechal roku 1316 postavit tzv. Janovský palác (Palazzo del Comune), který byl kopií Paláce Svatého Jiří v italském Janově. Pozůstatky tohoto paláce naleznete poblíž Bankalar Caddesi (Bankovní ulice) v Karaköy společně s dalšími Janovskými domy z počátku 14. století.
Jako součást opevnění vztyčili Janované roku 1348 62 metrů vysokou válcovou Galatskou věž s kuželovitou střechou, která je i dnes jedním z nejvýraznějších prvků siluety Galaty.

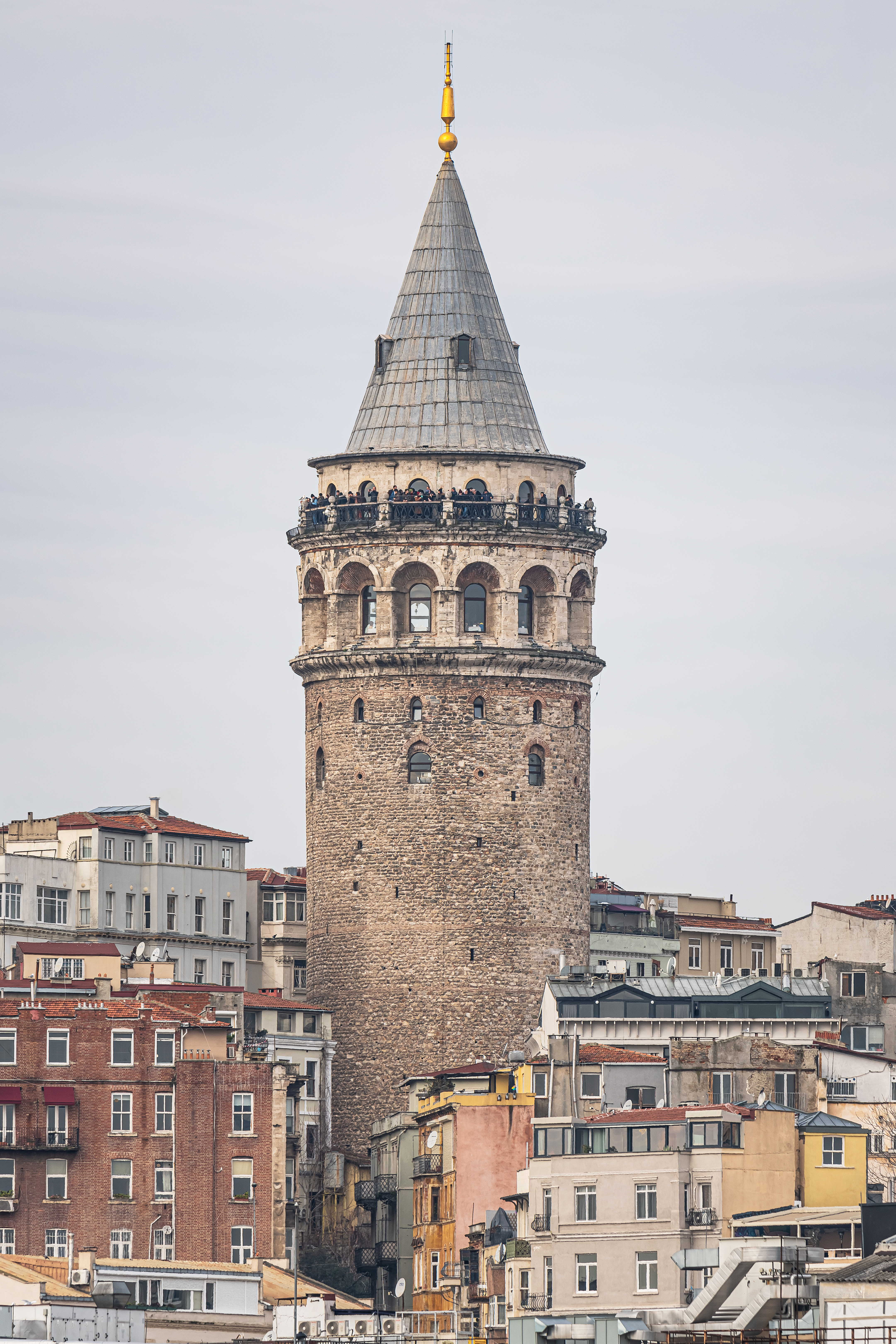
Janovská Galatská věž (1348)

Janovská kontrola nad Galatou zanikla 29. května 1453 při dobytí Konstantinopole Osmanskými Turky. Osmanský sultán Mehmet II. povolil Janovanům žijícím v exilu návrat do města, ale Galata již nikdy nebyla kontrolována Janovským podestou.
Benátky, hlavní protivník Janovanů, získaly kontrolu nad strategickou citadelou Galaty (Pery), ale tato moc jim byla odebrána v roce 1261, když Byzance získala zpět Konstantinopol a ukončila tak Latinské císařství (1204–1261), které bylo založeno benátským dóžetem Enricem Dandolem.
Benátky okamžitě navázaly politické a komerční vztahy s Osmanskou říší, a Benátský bailo byl vyslán do Pery jako ambasador. Benátčané také doporučili architekta Leonardo da Vinci sultánovi Bajezid II., který chtěl nechat vystavit most přes Zlatý roh. Leonardo da Vinci navrhl Galatský most v roce 1502.
Úřad bailo se nacházel v tzv. Benátském paláci, který byl původně postaven v Beyoğlu na začátku 16. století a přestavěn na dnešní podobu v roce 1781. Po unifikaci Itálie v roce 1861 se tato budova stala sídlem Italské ambasády, a po založení Turecké republiky v roce 1923 Itaksým konzulátem.
Osmanská říše měla zajímavý vztah s Benátskou republikou. I když tyto dva státy spolu často válčily nad kontrolou Východního Středozemí a okolních ostrovů, téměř vždy po válce obnovily své obchodní pakty z roku 1479, 1503, 1522, 1540 a 1571, načež následovala porážka Turků v bitvě u Lepanta. Benátčané byli také prvními Evropany, kteří ochutnali Tureckou kávu – století před tím, než se ostatním Evropanů dostala do ruky kávová zrna v bitvě u Vídně v roce 1683.
Po dobytí Konstantinopole a Pery v roce 1453 byly pobřežní území a nížiny rychle osídleny Turky, ale evropská přítomnost na tomto území neskončila. Pro potřeby Levantské populace zde bylo vystaveno několik katolických kostelů jako je Kostel svatého Antonína Paduánského, Kostel svatého Petra a Pavla, a Kostel sv. Marie Draperis.